# John Henry Pepper
John Henry "Professor" Pepper (Westminster, Londres, 17 de junio de 1821 – 25 de marzo de 1900) fue un científico e inventor inglés, quien durante su vida realizó numerosas demostraciones públicas científicas, asombrando a su público. A través de sus innovaciones tecnológicas, dejó admirados tanto a la realeza, como a sus colegas científicos, y a incontables ciudadanos de distintas partes del mundo. Su obra más memorable y uno de los motivos por el que se lo recuerda es el desarrollo de su técnica de proyección conocida como el Fantasma de Pepper, ampliando el concepto de Henry Dircks. Supervisó además diversas cátedras en el Instituto Politécnico Real de la Universidad de Westminster, en el Reino Unido, escribiendo a su vez diversos libros educativos, siendo uno de ellos considerado piedra fundamental para la comprensión de la deriva continental. Parte de su vida tuvo lugar en Australia, en donde fracasó en utilizar la conducción eléctrica y explosiones aéreas para lograr lluvia artificial.

## Primeros años
Realizó sus primeros estudios en el King College School, en donde fue alumno de John Thomas Cooper y donde despertó su vocación por la ciencia. A los 19 años comenzó su carrera como asistente de profesor en la Escuela Grainger de Medicina, y a la corta edad de 22 años fue reconocido como "Fellow" (compañero) de la Chemical Society inglesa.

## Carrera profesional en Inglaterra

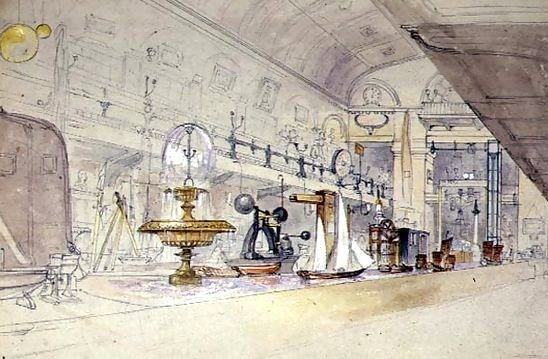
Obra de G.F. Sargeant, publicada en 1847, representando el interior del Instituto Politécnico Real.

El Instituto Politécnico Real fue sede de su primera clase como profesor en 1847, y un año más tarde también asumió el cargo de analista químico. Al comenzar la década de 1850 fue nombrado director de la institución, para ser luego invitado a impartir docencia en algunas de las más prestigiosas universidades británicas, como el Eton College, el Harrow School y el Haileybury College, así como en Estados Unidos y Australia. Adquirido su apodo de "Professor Pepper", optó por realizar regularmente demostraciones de innovaciones científico/tecnológicas, a fin de entretener a la audiencia y despertar interés y curiosidad en cómo funcionaban aquellos elementos. En diversas demostraciones desenmascaró a la magia fraudulenta de la época, exponiendo sus trucos y engaños, y ganó gran popularidad por su novedosa técnica hoy conocida como el Fantasma de Pepper.

### El fantasma de Pepper
Henry Dircks, un ingeniero oriundo de la ciudad de Liverpool, es considerado como el autor de un método para proyectar a un actor en un escenario utilizando solamente espejos y una buena iluminación, bautizando al método como "Dircksian Phantasmagoria". El actor tendría un aspecto fantasmagórico y espectral, sin embargo sería capaz de interactuar con otros actores sobre el escenario. Pepper tomó los fundamentos de la idea, y decidió recrearlo a gran escala, compartiendo la licencia de uso con Dircks. Su primera demostración fue la interpretación de la famosa obra de Charles Dickens The Haunted man and the Ghost's bargain durante la Navidad de 1862, la cual culminó con Dircks otorgando todos los derechos financieros a Pepper.
A través de estos actos la proyección adquirió el nombre del Fantasma de Pepper. A pesar de las quejas y frustraciones de Dircks, y de las insistencias de Pepper de incluir su nombre en los créditos de la técnica, finalmente el nombre popularizó al hombre que lo hizo popular. Existen documentos que sugieren que en realidad Pepper declaró su exclusiva autoría sobre el método, al haber sido inspirado por el libro "Recreative Memoirs", publicado en 1831 por Étienne-Gaspard Robert.
El efecto fantasma de Pepper fue muy aclamado por el público en general y admirado por sus colegas científicos, al punto que el público visitaba el teatro repetidas veces invadido por su curiosidad, intentando descifrar el incomprensible método del científico. Inclusive el reconocido físico Michael Faraday solicitó una explicación sobre aquel hecho, al darse por vencido luego de pretender descubrir la técnica utilizada por Pepper.

### Trabajo como autor
Pepper escribió once populares libros sobre ciencia a partir de 1850. The Playbook of Metals (El libro de los metales) fue escrito basado en las obras e investigaciones de Antonio Snider-Pellegrini, y se constituyó como un material de suma importancia para la comprensión de la teoría de la deriva continental. Sus escritos adquirieron una fama inesperada, especialmente The Boy's Playbook of Science (El libro de ciencia del niño), a raíz de ello, muchos colegios secundarios de Reino Unido los utilizaron como material de estudio, y a su vez, escuelas de Pennsylvania y Brooklyn (EE. UU.) adquirieron copias de sus libros en su versión norteamericana para utilizarlos con el mismo fin.

### Electricidad y luz
Pepper era fanático de la recientemente descubierta y manipulada electricidad, llegando incluso a iluminar el Trafalgar Square y la Catedral de San Pablo de Londres, con el objeto de celebrar el casamiento de Eduardo VII, príncipe de Gales, con Alejandra de Dinamarca, utilizando una modificación de la lámpara de arco. El 21 de diciembre de 1867 en el banquete de los "Nobles y caballeros de la ciencia", Pepper consiguió comunicar al Duque de Wellington y al presidente de los Estados Unidos, Andrew Johnson, a través de un telegrama, el cual tardó menos de 10 minutos en cruzar el Atlántico y otros 20 en ser exitosamente respondido por la autoridad estadounidense. Esta transmisión significó un importante avance para la ciencia, que conseguía mejorar las comunicaciones a larga distancia de manera efectiva.

## Vida en Australia
La esposa de Pepper, Mary Ann (n. 1831) y su pequeño hijo, dado a luz en 1856, acompañaron al inventor inglés entre 1874 y 1879 en una gira por Estados Unidos y Canadá, hasta que la familia recibió una invitación de residencia en Australia. Cuatro días después de desembarcar en Melbourne, Pepper dio su primera clase como profesor universitario en el país, y un mes después viajaría a Sídney a fin de encontrar una mayor audiencia para sus demostraciones.
El extraño misterio de Fred Fisher, granjero aparentemente desaparecido en 1826 en el pueblo de Campbelltown, Sídney, no tardó en llegar a oídos de Pepper, quién no dudó en sorprender al público australiano recreando al mismo Fantasma de Fisher en varios de sus escenarios. La leyenda del fantasma de Fisher todavía perdura hasta el día de hoy en suelo australiano, y fue por la relevancia de la historia que Pepper logró un cierto éxito con su recreación fantasmagórica, pero pasado un tiempo, ese mismo éxito se transformó en monotonía, y Pepper comenzó a perder el interés de su público. Por ese motivo, realizó intentos de guionar, actuar y ser director de un drama romántico mal recibido por los espectadores, llamado Hermes and the Alchymist (Hermes y el alquimista).
Durante los dos años posteriores a su llegada Pepper realizó numerosas giras por Australia, visitando Nueva Gales del Sur, Victoria y Australia meridional, para luego asentarse en Ashgroove, Queensland, en donde se desempeñó como analista público. Pasado un tiempo volvió a ejercer como profesor de química en diversos establecimientos educativos de la zona, y se cree que fue formalmente el primer profesor de dicha asignatura en el país.

### Lluvia artificial
El verano de 1882 atrajo para la zona de Queensland una notoria sequía, acompañada por altas temperaturas e indetectables precipitaciones. Pepper consideró que una solución científica a aquel hecho era factible, por lo cual intentó lograr el hito de la lluvia artificial. El 30 de enero de 1882 realizó avisos publicitarios en el periódico The Brisbane Courier en los cuales se establecía como fecha del evento al 4 de febrero de 1882, en el Hipódromo Eagle Farm. Posteriores avisos además hicieron fama de "varias ilustraciones interesantes sobre el Fenómeno Atmosférico", y de los métodos planeados para ser usados.
Pepper comenzó experimentando semanas antes del evento. Pudo hacerse de diversos materiales, tales como diez cañones pequeños, cohetes del acorazado HMS Cormorant, una mina de tierra, y grandes cantidades de pólvora. El plan se explicaba al encender una hoguera que arroje humo al aire, para luego causar una explosión en las nubes que contribuya al cambio en su condición eléctrica. Pepper consideró que estos efectos provocarían una suerte de lluvia artificial. Varios de sus ayudantes intentaron sin éxito lanzar la munición al aire durante las pruebas, por lo cual Pepper decidió reducir su tamaño, al ser demasiado pesadas.
El Hipódromo Eagle Farm fue visitado por 700 personas que sentían curiosidad por el experimento de Pepper. Los intentos por generar una explosión en el aire fueron en vano, ya que una sobrecarga de pólvora en uno de los cañones provocó una explosión de mayor envergadura dentro del mismo artefacto, el cual fue violentamente lanzado contra una de las tribunas. Por otra parte, los cohetes estuvieron a punto de convertirse en causantes de una catástrofe, al ser lanzados casi horizontalmente y al pasar uno de ellos a pocos metros de la ubicación del público.
Como era de esperarse, la reacción del público ridiculizó a Pepper, quien fue abucheado e insultado al fallar su intento, siendo además objeto de burlas por buena parte de la audiencia. La prensa, precisamente periódicos como el Warwick Daily News, catalogó a la demostración como un "fiasco pseudo-científico". El trato recibido por Pepper tanto por parte del público como por la comunidad científica desencadenó la escritura de una carta a The Brisbane Courier, fechada al 27 de mayo de 1882:
"Mi experimento en Queensland fue recibido con tal escarnio e insultos que impulsan mi voluntad de encomendar a otros el honor y los gastos de tratar de hacer el bien al persuadir suavemente a las nubes para hacer caer algunas gotas"
En los años siguientes otros científicos intentaron lo que Pepper llamó la "manipulación de las nubes". En otra carta a The Brisbane Courier que data de abril de 1884 Pepper se refiere a uno de estos científicos, manifestando que mantiene la esperanza que "no sea menospreciado o tratado con las mismas bromas e insultos obscenos y fáciles que cayeron sobre mi cabeza".

## Muerte
Pepper finalmente retorna a Inglaterra en 1889 a fin de disfrutar de su retiro. Falleció en Leytonstone el 25 de marzo de 1900. Existe una placa conmemorativa a Pepper en el cementerio de West Norwood.